# Mikael Appelgren (handbollsspelare)
Mikael Alf Appelgren, född 6 september 1989 i Bäve församling, Göteborgs och Bohus län, är en svensk handbollsmålvakt.

## Karriär
Mikael Appelgren kom till elitlaget IFK Skövde från sin moderklubb GF Kroppskultur 2009. Efter tre säsonger i IFK Skövde bytte han klubb till tyska ligalaget MT Melsungen. Där stannade han också i tre säsonger innan han bytte till Rhein-Neckar Löwen inför säsongen 2015/2016. I den tyska storklubben vann han Handball Bundesliga första säsongen i klubben. Det var första gången klubben vann ligan. Även 2017 vann han tyska ligan med Rhein-Neckar Löwen.
Mikael Appelgren gjorde 35 landskamper för svenska U21-landslaget när han spelade för IFK Skövde. Debut i A-landslaget gjorde han 2011 i en EM-kvalmatch mot Israel. Först avancerade han till att bli ordinarie reserv bakom Mattias Andersson. Han blev uttagen till VM 2017 i Frankrike tillsammans med Andreas Palicka sedan Mattias Andersson slutat i landslaget. Efter säsongen 2016/2017 erhöll Appelgren Svenska Handbollförbundets prestigefulla utmärkelse Årets handbollsspelare i Sverige. Vid EM 2018 i Kroatien tog Appelgren silvermedalj med Sveriges landslag. Senare samma år blev det guldmedalj i tyska cupen, DHB-Pokal, med Rhein-Neckar Löwen då cupen avgjordes under Final Four i Hamburg. Han blev säsongen 2017/2018 korad till Årets målvakt i Handball-Bundesliga.
I slutet av säsongen 2019/20 opererade Appelgren ett finger på grund av skada. I oktober 2020 meddelade klubblaget Rhein-Neckar Löwen att Appelgren genomgått en operation på grund av en senskada i axeln han fått under träning. I december 2020 opererade han även ett broskskadat knä. Han blev därmed borta från handbollen under hela säsongen 2020/21. Han hoppades på att kunna göra comeback i klubblaget i slutet av säsongen, och ville satsa på en plats i OS 2020 i Tokyo som hölls sommaren 2021. Han var dock inte helt återställd till dess, och det blev inget matchspel i klubblaget eller OS-deltagande. Det visade sig i augusti 2021 att ännu en operation behövdes på knäet. I Mars 2022 var han med i matchtruppen igen.
Han blev uttagen till landslaget igen till VM 2023. Han gjorde comeback i landslaget 9 januari 2023 i en träningsmatch mot Serbien inför mästerskapet.

## Meriter
Med klubblag
- Tysk mästare 2016 och 2017 med Rhein-Neckar Löwen
- Tysk cupmästare 2018 och 2023 med Rhein-Neckar Löwen

Med landslag
- EM-silver 2018 i Kroatien med Sveriges landslag

Individuella utmärkelser
- Årets handbollsspelare i Sverige säsongen 2016/2017
- Årets målvakt i Handball-Bundesliga säsongen 2017/2018